# Pulvinaria floccifera
Pulvinaria floccifera är en insektsart som först beskrevs av John Obadiah Westwood 1870.  Pulvinaria floccifera ingår i släktet Pulvinaria och familjen skålsköldlöss. Arten är reproducerande i Sverige. Inga underarter finns listade i Catalogue of Life.